# Crinum
Genre
Classification APG III (2009)
Taxons de rang inférieur
- Voir le texte

Crinum, les crinoles, Crinole pyjama, est un genre de plantes à bulbes. Il appartient à la famille des Amaryllidaceae. Son nom vient du grec krinon qui signifie lis.

## Distribution
On le rencontre dans les régions tropicales ou subtropicales.

## Utilisation
Les grandes fleurs des Crinum leur donnent un intérêt ornemental. Certaines espèces sont médicinales.

## Liste d'espèces
Selon World Checklist of Selected Plant Families (WCSP) (2 août 2010) :
- Crinum abyssinicum Hochst. ex A.Rich. (1850)
- Crinum acaule Baker (1897)
- Crinum album (Forssk.) Herb. (1837)
- Crinum amazonicum Ravenna (1981)
- Crinum americanum L. (1753)
- Crinum amoenum Roxb. ex Ker Gawl. (1817)
- Crinum amphibium Bjorå & Nordal (2008)
- Crinum arenarium Herb. (1822)
- Crinum asiaticum L. (1753)
- Crinum aurantiacum Lehmiller (2002 publ. 2004)
- Crinum bakeri K.Schum. (1888)
- Crinum balfourii Baker (1881)
- Crinum bambusetum Nordal & Sebsebe (2002)
- Crinum belleymei Hérincq (1857)
- Crinum biflorum Rottb. (1773)
- Crinum binghamii Nordal & Kwembeya (2004)
- Crinum brachynema Herb. (1842)
- Crinum braunii Harms (1895)
- Crinum brevilobatum McCue (1960)
- Crinum bulbispermum (Burm.f.) Milne-Redh. & Schweick., J. Linn. Soc. (1939)
- Crinum buphanoides Welw. ex Baker (1878)
- Crinum calamistratum Bogner & Heine (1987)
- Crinum campanulatum Herb. (1820)
- Crinum carolo-schmidtii Dinter (1914)
- Crinum crassicaule Baker (1888)
- Crinum darienense Woodson (1938)
- Crinum eleonorae Blatt. & McCann (1928)
- Crinum erubescens L.f. ex Aiton (1789)
- Crinum erythrophyllum Carey ex Herb. (1820)
- Crinum filifolium H.Perrier (1939)
- Crinum fimbriatulum Baker (1878)
- Crinum firmifolium Baker, J. Linn. Soc. (1883)
- Crinum flaccidum Herb. (1820)
- Crinum forgetii C.H.Wright (1925)
- Crinum giessii Lehmiller (1997)
- Crinum glaucum A.Chev. (1911 publ. 1912)
- Crinum gracile G.Mey. ex C.Presl (1834)
- Crinum graciliflorum Kunth & C.D.Bouché (1844)
- Crinum graminicola I.Verd. (1953)
- Crinum hanitrae Lehmiller & Sisk (2009)
- Crinum hardyi Lehmiller (2003)
- Crinum harmsii Baker (1903)
- Crinum hildebrandtii Vatke (1876)
- Crinum humile Herb. (1826)
- Crinum jagus (J.Thomps.) Dandy (1939)
- Crinum jasonii Bjorå & Nordal (2007)
- Crinum kirkii Baker (1880)
- Crinum kunthianum M.Roem. (1847)
- Crinum latifolium L. (1753)
- Crinum lavrani Lehmiller (2009)
- Crinum lineare L.f. (1782)
- Crinum longitubum Pax (1892)
- Crinum lorifolium Roxb. ex Ker Gawl. (1817)
- Crinum lugardiae N.E.Br. (1903)
- Crinum macowanii Baker (1878)
- Crinum majakallense Baker (1898)
- Crinum mauritianum Lodd. (1822)
- Crinum mccoyi Lehmiller (2003)
- Crinum minimum Milne-Redh. (1947)
- Crinum modestum Baker, J. Linn. Soc. (1887)
- Crinum moorei Hook.f. (1874)
- Crinum natans Baker (1898)
- Crinum nordaliae Mabb. (1984)
- Crinum nubicum Hannibal (1972)
- Crinum oliganthum Urb. (1917)
- Crinum paludosum Verd. (1968)
- Crinum palustre Urb. (1917)
- Crinum papillosum Nordal (1977)
- Crinum parvibulbosum Dinter ex Overkott (1954)
- Crinum parvum Baker (1897)
- Crinum piliferum Nordal (1979)
- Crinum politifolium R.Wahlstr. (1982)
- Crinum purpurascens Herb. (1837)
- Crinum pusillum Herb. (1837)
- Crinum rautanenianum Schinz (1894)
- Crinum razafindratsiraea LehMill. (2000 publ. 2001)
- Crinum salsum Ravenna (1982)
- Crinum scabrum
- Crinum scillifolium A.Chev. (1911 publ. 1912)
- Crinum serrulatum Baker (1881)
- Crinum stapfianum Kraenzl. (1913)
- Crinum stenophyllum Baker (1881)
- Crinum stracheyi Baker (1881)
- Crinum stuhlmannii Baker (1898)
- Crinum subcernuum Baker, Gard. Chron., n.s. (1881)
- Crinum submersum Herb. (1824)
- Crinum surinamense Ravenna (1981)
- Crinum thaianum J.Schulze (1971)
- Crinum trifidum Nordal (1979)
- Crinum undulatum Hook. (1826)
- Crinum uniflorum F.Muell. (1862)
- Crinum variabile (Jacq.) Herb. (1837)
- Crinum venosum R.Br. (1810)
- Crinum verdoorniae Lehmiller (1997)
- Crinum virgineum Mart. ex Schult. & Schult.f. (1830)
- Crinum viviparum (Lam.) R.Ansari & V.J.Nair (1987 publ. 1988)
- Crinum walteri Overkott (1954)
- Crinum wattii Baker (1888)
- Crinum welwitschii Baker (1884)
- Crinum wimbushi Worsley (1902)
- Crinum woodrowii Baker (1898)
- Crinum xerophilum H.Perrier ex Lehmiller (2001 publ. 2002)
- Crinum zeylanicum (L.) L., Syst. Nat. ed. 12 (1767)